# 邵陵郡
邵陵郡（しょうりょう-ぐん）は、中国にかつて存在した郡。三国時代から隋代にかけて、現在の湖南省邵陽市に設置された。

## 概要
266年（宝鼎元年）、三国の呉により零陵郡北部を分割して、邵陵郡が立てられた。邵陵郡は荊州に属した。
晋のとき、邵陵郡は邵陵・都梁・夫彝・建興・邵陽・高平の6県を管轄した。307年（永嘉元年）、荊州の7郡と江州の桂陽郡を分割して湘州が立てられると、邵陵郡は湘州に転属した。
南朝宋のとき、邵陵郡は邵陵・武剛・建興・高平・都梁・邵陽・扶の7県を管轄した。
南朝斉のとき、邵陵郡は都梁・邵陵・高平・武剛・建興・邵陽・扶の7県を管轄した。
589年（開皇9年）、隋が南朝陳を滅ぼすと、邵陵郡は廃止されて、湘州に編入され、邵陵郡の呼称は姿を消した。